# Vioolconcert (Atterberg)
Kurt Atterberg voltooide zijn enige Vioolconcert in 1914; het was zijn eerste concert voor solo-instrument en orkest.

## Geschiedenis
Het thema van dat concerto zat echter al begin 1913 in zijn hoofd. Hij speelde toen zelf in een strijkkwartet en liet medeviolist Sven Kjellström zijn melodietje horen. Dat was nog in Zweden. Najaar 1913 vertrok Atterberg naar Berlijn om er zogenaamd te gaan studeren. Van studeren kwam niets terecht: Atterberg zag mogelijkheden om Richard Strauss en Arthur Nikisch aan het werk te zien. Voor een deel is het vioolconcert daardoor onder hun invloed tot voltooiing gekomen. Atterberg leidde zelf de eerste uitvoering van zijn vioolconcert, Henri Marteau was de solist in Göteborg. Het programma bestond destijds uit:
1. Oskar Lindberg: Polonaise
2. Atterberg: Vioolconcert
3. Atterberg: Symfonie nr. 2

Göteborg kon het werk niet waarderen, ze vonden het niets; te veel kakofonie (destijds een aanduiding voor alles wat slecht gevonden werd). Een kakofonie is het nergens, want het orkest is behoorlijk uitgedund. Elders in Zweden en Duitsland kon men het werk wel waarderen.

## Muziek
Atterberg hield er een conservatieve componeerstijl op na; hij leverde een driedelig concert:
1. Moderato
2. Adagio cantabile
3. Allegro molto

Dat Göteborg het werk niet zag zitten, is eigenaardig, want het werk begint in de licht melancholische stemming die de meeste Zweden eigen is. De solopartij geldt al behoorlijk moeilijk en af en toe kan de solist ook schitteren. Het thema is vrijwel direct in het begin te horen. Wat wellicht in het verkeerde keelgat schoot, is de constante wisseling van toonsoort van het derde deel. Daarentegen is deel drie een klassieke Rondo. 

### Orkestratie
- soloviool
- 2 dwarsfluiten, 2 hobo’s, 2 klarinetten, 2 fagotten
- 2 hoorns, 2 trompetten, 1 trombones, 0 tuba
- pauken, 1 man/vrouw percussie
- violen, altviolen, celli, contrabassen

## Discografie
- Uitgave CPO: Ulf Wallin, Roger Epple en Rundfunk Sinfoniorkester Berlin
- Uitgave Sterling: Christian Bergqvist, B. Tommy Andersson en Gävle symfoniorkester